# Nurit (Vorname)
Nurit ist ein weiblicher hebräischer Vorname. Das hebräische Wort bedeutet „Butterblume“.

## Namensträgerinnen
- Nurit Bird-David (* 1951), israelische Ethnologin und Anthropologin
- Nurit Hadar, Geburtsname von Hadar Galron (* 1970), israelische Dramatikerin, Theaterregisseurin und Schauspielerin
- Nurit Hirschfeld (* 1992), Schweizer Schauspielerin
- Nurit Hirsh (* 1942), israelische Komponistin, Arrangeurin und Dirigentin
- Nurit Peled-Elhanan (* 1949), israelische Friedensaktivistin sowie Professorin für Komparatistik
- Nurit Stark (* 1979), israelische Violinistin und Bratschistin
- Nurit Zarchi (* 1941), israelische Schriftstellerin

## Nachweise
1. ↑  https://www.behindthename.com/name/nurit